# Blanfordimys
Blanfordimys là một chi động vật có vú trong họ Cricetidae, bộ Gặm nhấm. Chi này được Argyropulo miêu tả năm 1933. Loài điển hình của chi này là Microtus bucharensis Vinogradov, 1930.

## Các loài
Chi này gồm các loài: